# Йорк (мис)
10°41′14″ пд. ш. 142°31′53″ сх. д. / 10.68722° пд. ш. 142.53139° сх. д.
Мис Йорк — (англ. Cape York) — мис на півострові Кейп-Йорк, крайня північна точка Австралійського континенту.
Мис Йорк розташований на півострові Кейп-Йорк. Адміністративно належить до австралійського штату Квінсленд. Розташований приблизно за 800 км на північний захід від міста Кернс. Омивається водами Арафурського та Коралового моря. 150 км північніше знаходиться острів Нова Гвінея (віддалений від мису протокою Торреса).